# 奥工石山
奥工石山（おくくいしやま）は、高知県長岡郡大豊町と本山町にまたがり、四国山地中部にある標高1,515.8mの山である。

## 概要
高知市の北の近郊にある工石山と区別するため、奥工石山と呼ばれる。また、立川川の源流域にあり地元では立川工石山と呼ばれる。山名の由来は、平家の落人が飢えに苦しみ山の石が喰えるものならと嘆き喰石山と呼ばれたのが変化したといわれる。
土佐北街道の県道5号線から林道仁尾ヶ内線を行くと登山口がある。そこには無人の工石山荘や白石神社があり、鳥居をくぐって登り始める。中ほどには水場である岩清水があり、山頂近くにはユルギ岩と呼ばれる大きな岩山があり、てっぺんに白山神社の祠と山頂表示があり頂上と間違えそうであるが、この山の頂上はさらに登ったところであり一等三角点があり、一等三角点百名山に選ばれている。

## ギャラリー

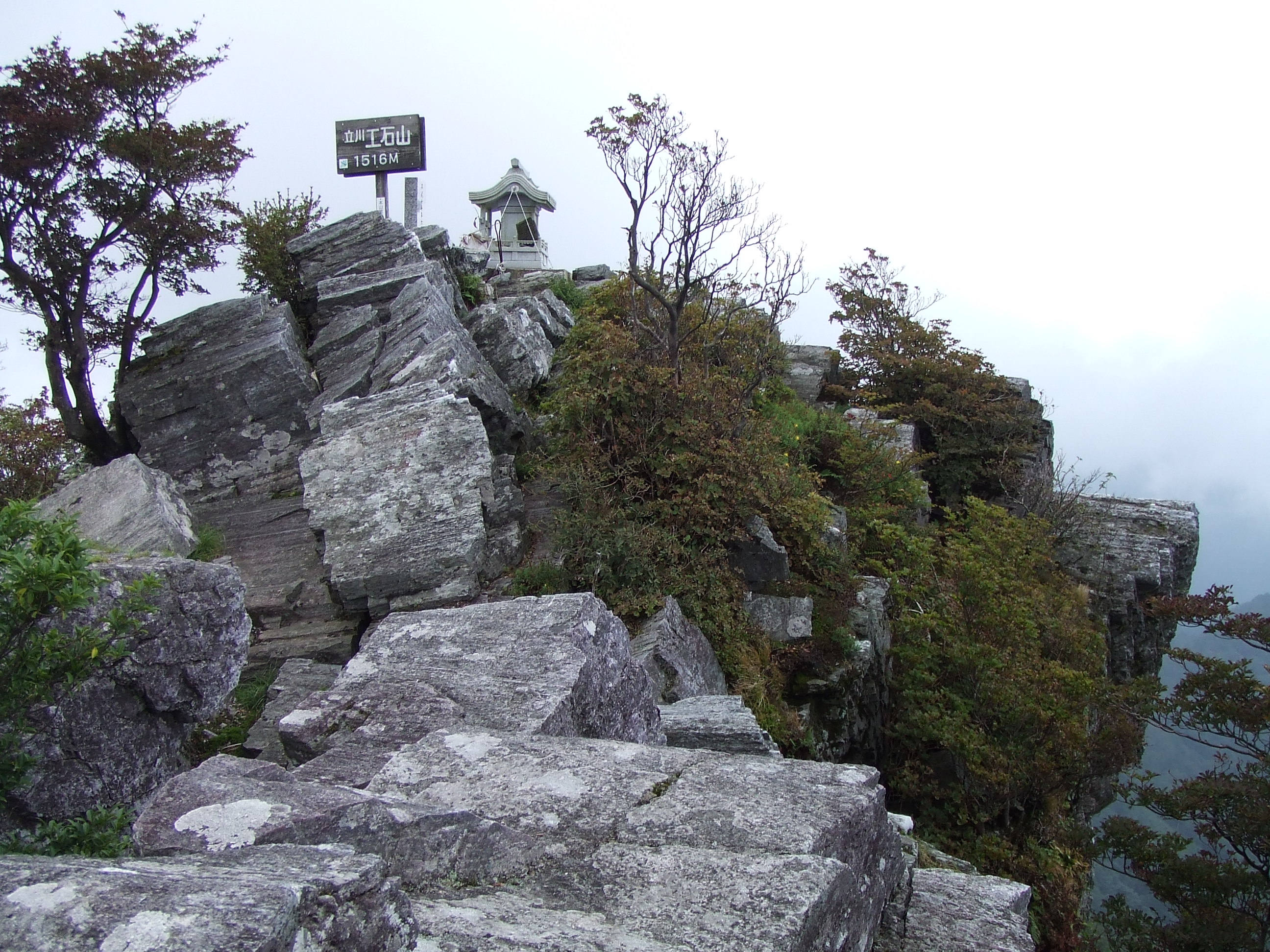
白山神社を祀った岩山
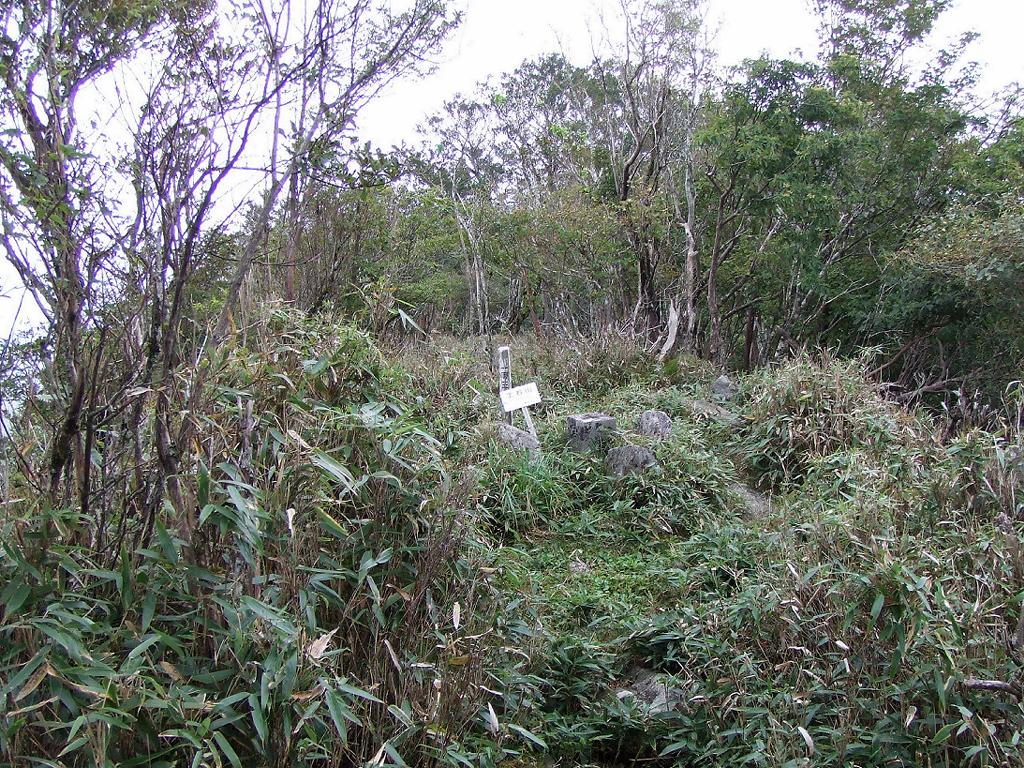
三角点のある頂上